# Gyorsulás

A sebesség változási gyorsaságának szemléltetése. Kék: a sebesség nagysága az idő függvényében. Zöld: a sebességfüggvényhez adott időpillanatban húzott érintő meredeksége a gyorsulás

A gyorsulás az a fizikai mennyiség, amely megmutatja, hogy egy testnek milyen gyorsan változik a sebessége. Jele a, a latin acceleratio szóból. A gyorsulás vektormennyiség. Az SI-mértékegységrendszerben a mértékegysége méter per szekundumnégyzet ({\displaystyle \mathrm {m\cdot s^{-2}} }, {\displaystyle \mathrm {\frac {m}{s^{2}}} }).

## Meghatározása
A gyorsulás vektormennyiség, ami a sebességvektor idő szerinti deriváltja:
{\displaystyle \mathbf {a} ={d\mathbf {v}  \over dt}}
ahol {\displaystyle \mathbf {a} } a gyorsulásvektor, {\displaystyle \mathbf {v} } a sebességvektor m/s-ban kifejezve és t az idő, másodpercben. A gyorsulás mértékegysége m/(s·s) vagy m/s² („méter per szekundumnégyzet”-nek olvasva).
Véges időtartammal számolva az átlagos gyorsulás ({\displaystyle \mathbf {\bar {a}} }):
{\displaystyle \mathbf {\bar {a}} ={\mathbf {v} -\mathbf {u}  \over t}}
{\displaystyle \mathbf {u} } a kezdeti sebesség (m/s), {\displaystyle \mathbf {v} } a végsebesség (m/s) és {\displaystyle t} az eltelt idő (s).
Annak a testnek változik gyorsabban a sebessége, amelyiknek ugyanannyi idő alatt nagyobb a sebességváltozása, vagy ugyanakkora sebességváltozás rövidebb idő alatt megy végbe. Minden olyan mozgás, amelynél a gyorsulásvektor nem nulla, gyorsuló mozgás. Egyenletesen gyorsuló mozgás (például szabadesés) esetén az átlagos gyorsulás megegyezik a mozgás állandó gyorsulásával.
Görbe vonalú mozgásnál a gyorsulás felbontható érintőirányú (tangenciális) gyorsulásra ({\displaystyle a_{t}}), és az arra merőleges, úgynevezett centripetális gyorsulásra ({\displaystyle a_{cp}}), melyek nagysága a következőképp számolható:
{\displaystyle a_{t}={dv \over dt}} (a sebesség nagyságának változását jellemzi),
{\displaystyle a_{cp}={v^{2} \over r}=\omega ^{2}\cdot r} (a sebesség irányának változását jellemzi),
ahol {\displaystyle v} a sebesség nagyságát, {\displaystyle \omega } a szögsebességet, {\displaystyle r} a simulókör sugarát jelöli.

## A nehézségi gyorsulás
Az egyik legismertebb gyorsulási állandó a Földön tapasztalható földi nehézségi gyorsulás, a jele g.
Ezt a Föld gravitációja, és a Föld forgásából származó tehetetlenségi erő, a centrifugális erő hozza létre, ezért értéke a szélességi körök függvényében változik.
A Földön mozgó testek esetén még a Coriolis-erő hatását is figyelembe kell venni.
A nehézségi gyorsulás a tengerszinten, az északi szélesség 49. fokán (Párizs környékén) körülbelül 9,81 m/s².

## A gyorsulás és erő kapcsolata
A klasszikus mechanikában az a gyorsulást Newton második törvénye szerint az erő (F) és a tömeg (m) a következő módon határozza meg:
{\displaystyle \mathbf {a} ={\mathbf {F}  \over m}}

## A gyorsulás változása
A gyorsulás megváltozását, vagyis az idő szerinti deriváltját, tehát a sebesség idő szerinti második deriváltját rándulásnak nevezzük.